# Jabloň
Jabloň es un municipio situado en el distrito de Humenné, en la región de Prešov, Eslovaquia. Tiene una población estimada, en noviembre de 2022, de 371 habitantes.
Está ubicado al sureste de la región, cerca de los ríos Cirocha y Laborec (cuenca hidrográfica del río Tisza) y de la frontera con la región de Košice.

## Demografía
| Año        | 1994 | 2004    | 2014    | 2024     |
| ---------- | ---- | ------- | ------- | -------- |
| Población  | 476  | 455     | 420     | 374      |
| Diferencia |      | −4,41 % | −7,69 % | −10,95 % |

| Año        | 2023 | 2024    |
| ---------- | ---- | ------- |
| Población  | 378  | 374     |
| Diferencia |      | −1,05 % |